# Namn och bygd
Namn och bygd är en tidskrift för nordisk ortnamnsforskning. 
Tidskriften grundades 1913 av Jöran Sahlgren (tillsammans med Anders Grape och Oskar Lundberg), under medverkan av fem forskare från Sverige, Danmark, Finland och Norge. Det är världens äldsta tidskriften specialiserad på ortnamnsforskning
Tidskriften utges sedan 1940 av Kungliga Gustav Adolfs Akademien för svensk folkkultur med säte i Uppsala. Den utges med ett nummer årligen och innehållet består av bland annat vetenskapliga artiklar, recensioner samt debattinlägg. Tidskriften tillämpar ett förfarande med referentgranskning av de vetenskapliga artiklar som publiceras.